# 西警察署 (大阪府)
西警察署（にしけいさつしょ）は、大阪府警察が管轄する警察署の一つ。

## 管轄区域
- 大阪市西区

## 所在地
- 大阪市西区川口2丁目6番3号
  - Osaka Metro中央線・千日前線　阿波座駅

## 沿革
- 1870年（明治3年） 大阪市中取締西出張所として開署。
- 1919年（大正8年） 新町警察署と改称。
- 1945年（昭和20年） 九条警察署を統合し、西警察署に改称。

## 交番
- 立売堀交番 - 大阪市西区立売堀六丁目7番1号
- 靭交番  - 大阪市西区靭本町二丁目1番14号
- 九条交番  - 大阪市西区九条二丁目5番1号
- 新町交番  - 大阪市西区新町四丁目5番10号
- 西本町交番  - 大阪市西区西本町一丁目1番14号
- 堀江交番  - 大阪市西区南堀江一丁目13番30号
- 松島交番  - 大阪市西区九条一丁目1番3号